# Джеймс Ейвері
Джеймс Ейвері (англ. James Avery; 27 листопада 1945 — 31 грудня 2013) — американський актор кіно і телебачення, актор озвучування, поет. Найбільш відомий роллю патріарха «Дядька Філа» в ситкомі Принц з Беверлі-Гіллз.

## Життєпис
Ейвері народився 27 листопада 1945 року в П'юсвіль, Вірджинія (тепер частина Саффолк, Вірджинія), а виріс в Атлантик-Сіті, Нью-Джерсі. Після закінчення середньої школи служив у ВМС США під час Війни у В'єтнамі з 1968 по 1969 рр. Пізніше переїхав до Сан-Дієго, Каліфорнія, де почав писати вірші та телевізійні сценарії для PBS. Він виграв "Еммі" за постановку під час свого перебування там, а потім отримав стипендію в Університеті Сан-Дієго, де навчався в коледжі Тергуда Маршалла (тоді Третій коледж), отримавши ступінь бакалавра мистецтв у галузі драматургії та літератури в 1976 році.